# Diocesi di Carcassonne e Narbona

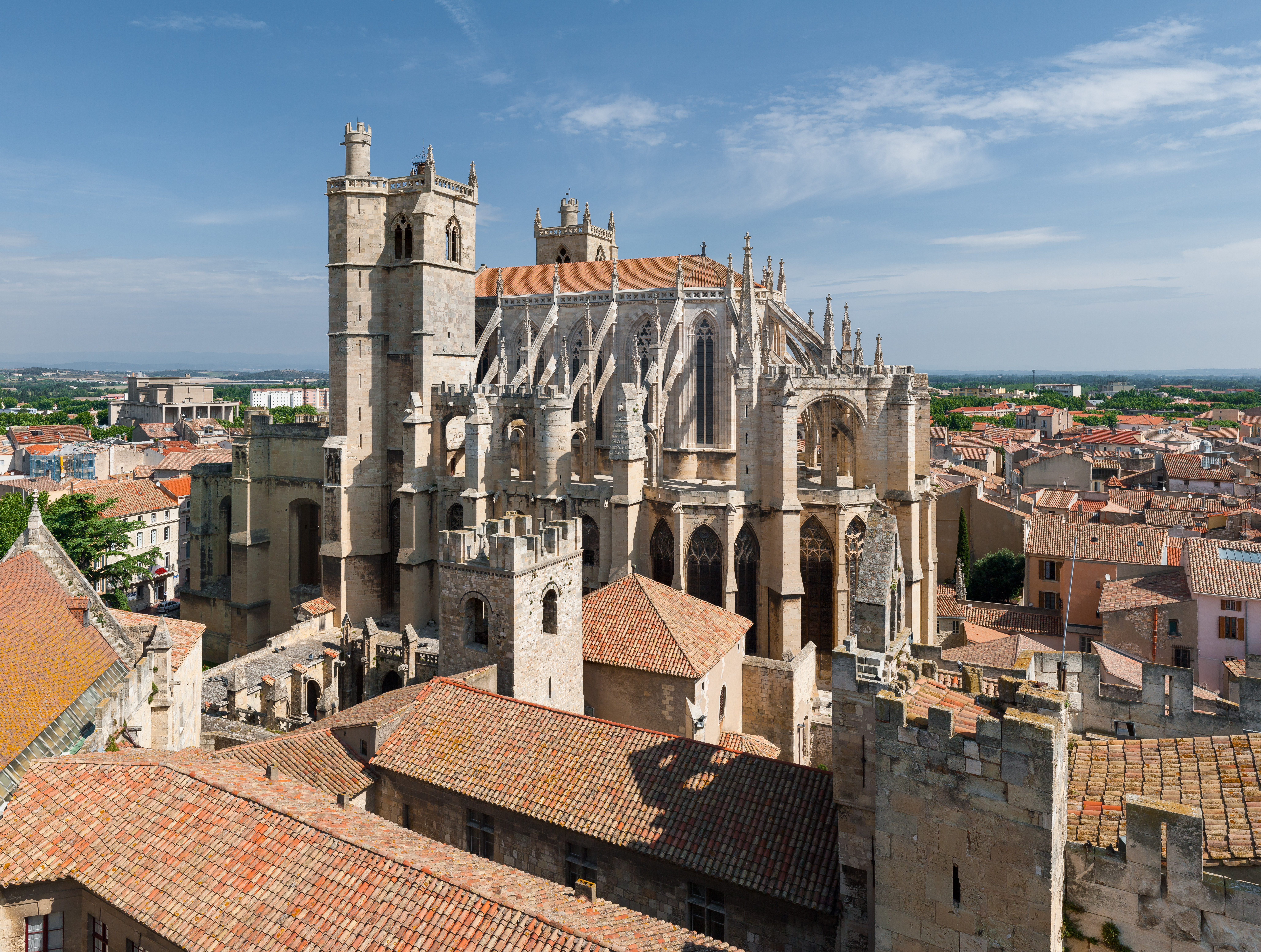
L'ex cattedrale di Narbona.

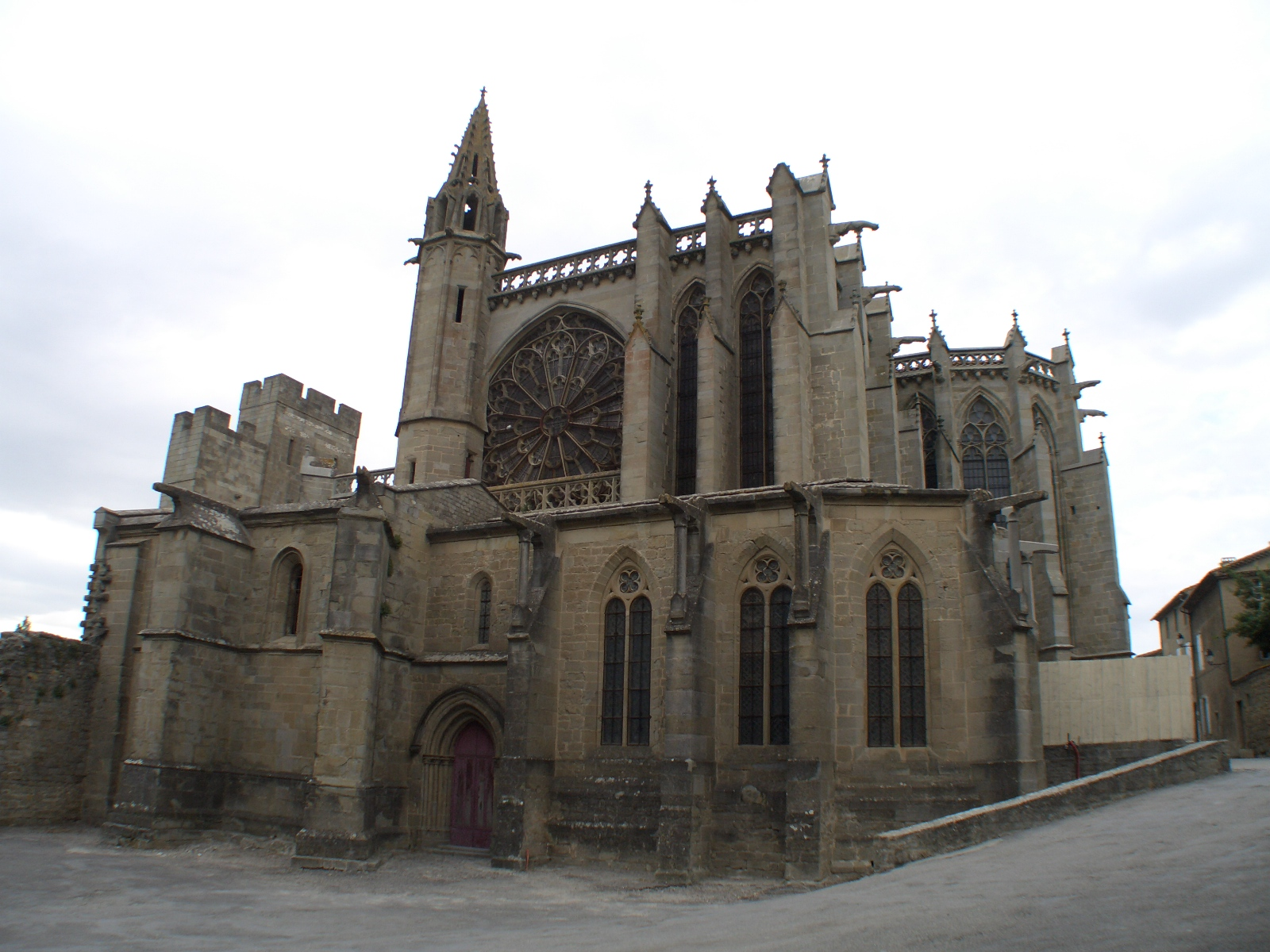
La basilica di San Nazario, che fu cattedrale della diocesi di Carcassonne fino al 1803; ottenne il titolo di basilica nel 1898.

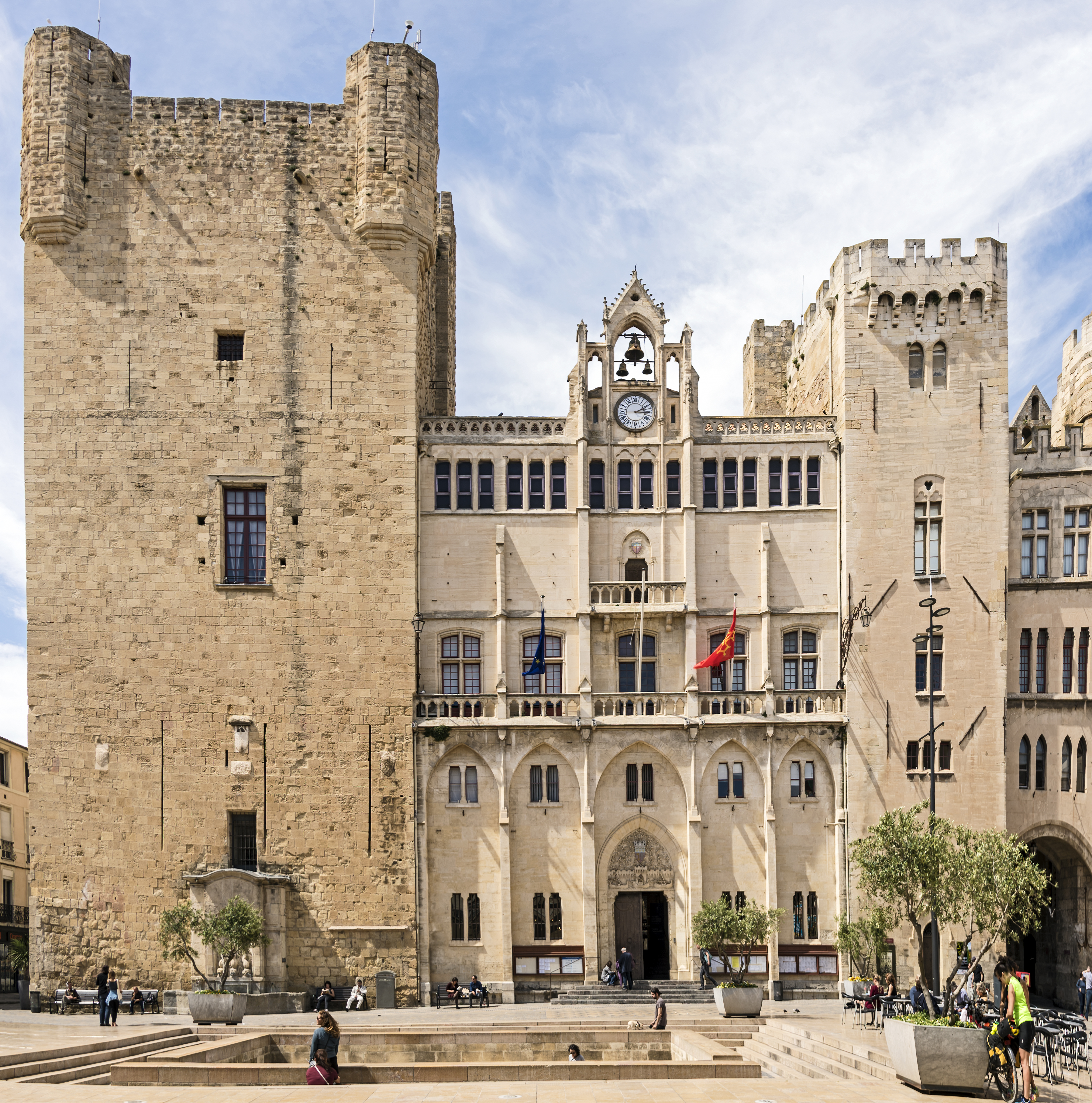
L'ex palazzo degli arcivescovi di Narbona.

Mappa dell'arcidiocesi di Narbona nel XVIII secolo.

La diocesi di Carcassonne e Narbona (in latino Dioecesis Carcassonensis et Narbonensis) è una sede della Chiesa cattolica in Francia suffraganea dell'arcidiocesi di Montpellier. Nel 2021 contava 230.000 battezzati su 378.365 abitanti. È retta dal vescovo Bruno Valentin.

## Territorio
La diocesi comprende il dipartimento francese dell'Aude ed il cantone di Quérigut del dipartimento dell'Ariège.
Sede vescovile è la città di Carcassonne, dove si trova la cattedrale di San Michele.
Nel territorio diocesano sorgono:
- cinque chiese ex cattedrali:
  - San Nazario e Celso a Carcassonne, cattedrale fino al 1803, basilica minore dal 1898;
  - Santi Giusto e Pastore a Narbona;
  - Santi Pietro e Paolo a Saint-Papoul;
  - San Martino a Limoux;
  - Notre-Dame d'Alet (rovine) ad Alet-les-Bains;
- altre due basiliche minori:
  - Notre-Dame de Marceille a Limoux;
  - San Paolo a Narbona.

Il territorio è suddiviso in 325 parrocchie. A partire dal 2007 il territorio diocesano è stato riorganizzato in sole 14 parrocchie.

## Storia

### Narbona
Secondo un'antica tradizione, attestata già all'epoca di Gregorio di Tours (fine VI secolo), la comunità cristiana di Narbona fu fondata verso la metà del III secolo da san Paolo, evangelizzatore della regione. Solo più tardi, attorno al IX secolo, venne qualificato come discepolo degli apostoli e identificato con il proconsole Sergio Paolo di cui parlano gli Atti degli Apostoli (13,6-12).
Primo vescovo storicamente documentato è Ilario, menzionato in alcune lettere pontificie tra il 417 e il 422. Grande figura di vescovo dei primissimi secoli fu san Rustico, già monaco dell'abbazia di Lerino, governò la Chiesa narbonese per oltre trent'anni affrontando l'invasione dei Visigoti di Teodorico I (436) che occuparono l'intera regione con il lungo assedio di Narbona (che resistette fino al 462); cercò di consolidare e rafforzare il cattolicesimo dall'invasione visigota ariana e a lui si deve la ricostruzione della cattedrale, distrutta da un incendio nel 441, nella quale fu sepolto.
Nel VI secolo l'arcidiocesi cedette porzioni di territorio a vantaggio dell'erezione delle diocesi di Elne e di Carcassonne.
Narbona era la sede metropolitana della Gallia Narbonense I e una provincia ecclesiastica è attestata dal VI secolo. Tuttavia, a causa degli avvenimenti politici e militari che coinvolsero la Linguadoca alla caduta dell'impero romano, solo in linea teorica la provincia ecclesiastica coincideva con la Narbonense I. Quando i Franchi strapparono la Settimania agli Arabi (759), si ripristinò l'originaria metropolia, costituita dalle sedi di Elne, Carcassonne, Béziers, Lodève, Agde, Maguelonne, Nîmes, Tolosa e Uzès. In seguito alle conquiste di Carlo Magno e di Ludovico il Pio, alcune diocesi spagnole entrarono nella provincia ecclesiastica di Narbona, che raggiunse così il suo apice con l'aggiunta delle diocesi di Urgell, Gerona, Barcellona e Vic. Papa Urbano II concesse agli arcivescovi di Narbona la primazia sopra la provincia ecclesiastica di Tarragona, sottomettendoli però agli arcivescovi di Toledo.
Papa Pasquale II accordò invece agli arcivescovi di Narbona la primazia sulla provincia ecclesiastica di Aix, con il titolo di primate della Gallia Narbonese.
Questa situazione durò fino alla prima metà del XII secolo, quando la provincia ecclesiastica ritornò alla situazione precedente.
La cattedrale carolingia, dedicata a due santi di origine spagnola, Giusto e Pastore, fu ricostruita dal vescovo san Teodardo nella seconda metà del IX secolo e completamente riedificata a partire dal XIII secolo.
Due arcivescovi di Narbona furono elevati al soglio pontificio: Guy Foulcois, divenuto papa Clemente IV; e Giulio de' Medici, divenuto papa Clemente VII.
Tra il XIII e il XIV secolo la provincia ecclesiastica subì importanti modifiche. Nel 1295 venne eretta la diocesi di Pamiers, che fu suffraganea di Narbona fino al 1317. In quest'anno fu eretta la diocesi di Limoux, con territorio ricavato da quello di Narbona, ma ebbe vita molto breve ed era già soppressa nel febbraio 1318. Sempre nel 1317, per meglio combattere l'eresia catara, Tolosa fu elevata al rango di arcidiocesi metropolitana e dal suo territorio furono ricavate ben 6 diocesi suffraganee. Per compensare la perdita di Tolosa e di Pamiers, nel 1318 Narbona cedette porzioni di territorio a vantaggio dell'erezione delle diocesi di Alet e di Saint-Pons-de-Thomières, che divennero sue suffraganee. Infine nel 1694 anche la nuova diocesi di Alès entrò nella provincia ecclesiastica di Narbona, che, allo scoppio della rivoluzione francese, comprendeva 11 suffraganee: Elne, Carcassonne, Béziers, Lodève, Agde, Montpellier (l'antica Maguelonne), Nîmes, Alet, Alès, Saint-Pons-de-Thomières e Uzès.
In seguito al concordato con la bolla Qui Christi Domini di papa Pio VII del 29 novembre 1801 l'arcidiocesi fu soppressa, contestualmente a 6 delle sue suffraganee; la maggior parte del suo territorio fu incorporato in quello della diocesi di Carcassonne, mentre una porzione più piccola entrò a far parte della diocesi di Montpellier.
Nel giugno 1817 fra Santa Sede e governo francese fu stipulato un nuovo concordato, cui fece seguito il 27 luglio la bolla Commissa divinitus, con la quale il papa restaurava la sede metropolitana di Narbona. Tuttavia, poiché il concordato non entrò in vigore in quanto non ratificato dal Parlamento di Parigi, questa erezione non ebbe effetto. L'arcidiocesi non venne mai più restaurata. Dal 1822 gli arcivescovi di Tolosa ebbero il privilegio di aggiungere al proprio titolo quello di arcivescovi di Narbona.

### Carcassonne
La diocesi di Carcassonne fu eretta dopo il 533 ad opera dei Visigoti, che in questo modo cercarono di compensare la perdita di Lodève e Uzès, passate ai Franchi. Il suo territorio fu ricavato da quello dell'arcidiocesi di Narbona, di cui Carcassonne divenne suffraganea. Il primo vescovo di cui si abbia riscontro storico è Sergio che nel 589 prese parte ai concili di Toledo e di Narbona.
Nel IX secolo furono erette le chiese di Notre-Dame de Canabès e di Notre-Dame de Limoux, ancor oggi meta di pellegrinaggio. Alla fine dell'XI secolo fu ricostruita a Carcassonne la chiesa dei santi Nazaro e Celso e papa Urbano II, venuto a Carcassonne a predicare la crociata, benedisse l'inizio dei lavori. Le navate della chiesa sono di stile romanico, mentre il transetto e il coro sono gotici. Questa chiesa fu cattedrale della diocesi fino agli inizi dell'Ottocento; il capitolo seguì per lungo tempo la regola di sant'Agostino, ma nel 1439 fu secolarizzato.
La storia della diocesi nel XIII secolo si interseca con la vicenda degli albigesi e la stessa città di Carcassonne si trovò al centro della crociata albigese. Il monastero di Prouille, nel quale san Domenico nel 1206 fondò un istituto religioso per le albigesi convertite, è oggi una meta di pellegrinaggio, consacrata alla Vergine. San Pietro di Castelnau, l'inquisitore cistercense martirizzato dagli albigesi nel 1208; santa Camelia, condannata a morte dagli stessi eretici; e il gesuita san Giovanni Francesco Régis (1597-1640) nato a Fontcouverte nell'antica arcidiocesi di Narbona, sono i santi specialmente venerati nella diocesi di Carcassonne.
In seguito al Concordato con la bolla Qui Christi Domini di papa Pio VII del 29 novembre 1801 quasi tutto il territorio dell'antica arcidiocesi di Narbona, pressoché tutta la diocesi di Saint-Papoul, una parte delle diocesi di Alet e di Mirepoix, nonché la diocesi di Perpignano furono uniti al territorio della diocesi di Carcassonne, mentre tutte le altre sedi citate vennero soppresse. Contemporaneamente, la sede di Carcassonne fu dichiarata suffraganea dell'arcidiocesi di Tolosa.
Il 6 ottobre 1822 con la bolla Paternae caritatis del medesimo papa Pio VII fu ristabilita la diocesi di Perpignano, recuperandone il territorio da quello della diocesi di Carcassonne.
L'8 dicembre 2002, con la riorganizzazione delle circoscrizioni diocesane francesi, la diocesi di Carcassonne entrò a far parte della provincia ecclesiastica dell'arcidiocesi di Montpellier.
Il 14 giugno 2006 il titolo di Narbona è stato trasferito ai vescovi di Carcassonne e la diocesi ha assunto il nome attuale.

## Cronotassi dei vescovi
Si omettono i periodi di sede vacante non superiori ai 2 anni o non storicamente accertati.

### Arcivescovi di Narbona
- San Paolo I † (metà del III secolo)
- Santo Stefano ? † (seconda metà del III secolo)
- Gavidio ? † (menzionato nel 359)
- Ilario † (prima del 417 - dopo il 422)
- San Rustico † (9 ottobre 427 - 26 ottobre 461 deceduto)
- Ermete † (menzionato nel 462)
- Caprario † (menzionato nel 506)
- Aquilino ? † (circa metà del VI secolo)[6]
- Migezio † (prima del 589 - dopo il 597)
- Sergio † (menzionato nel 610)
- Selva † (prima del 633 - dopo il 638)
- Argebando † (menzionato nel 673 circa)
- Sunifredo † (prima del 683 - dopo il 688)
- Ariberto † (menzionato nel 768/769)[7]
- Daniele † (prima di aprile 769 - dopo il 788 o 791)
- Nebridio (Nefridio) † (prima del 799 - dopo l'824)
- Bartolomeo † (prima dell'828 - 840 deposto)
- Berario † (circa 842 - dopo l'844 o 845)
- Fredoldo † (prima dell'852 - prima di aprile 873 deceduto)
- Sigebaldo † (prima di settembre 873 - 885 deceduto)
- San Teodardo † (15 agosto 885 - 1º maggio 893 deceduto)
- Arnusto † (prima di agosto 896 - giugno 912 deceduto)
- Agio[8] † (914 - dopo il 924)
- Aimerico † (circa 927 - prima di giugno 977 deceduto)
- Ermengaud † (giugno 977 - dopo il 1016)
- Guifred de Cerdagne † (6 ottobre 1019 consacrato - 1079 deceduto)
  - Pierre Beranger † (1079 - 1086) (illegittimo)[9]
- Dalmace † (settembre 1081 - 17 gennaio 1097 deceduto)
- Bertrand de Montredon † (gennaio 1097 - dopo aprile 1106 deceduto)
- Richard de Millau † (5 novembre 1106 - 15 febbraio 1121 deceduto)
- Arnaud de Lévezou † (16 aprile o 17 maggio[10] 1121 - 30 settembre 1149 deceduto)
- Pierre d'Anduze † (1049/1150 - 1155/1156 deceduto)
- Bérenger † (20 luglio 1156 consacrato - 7 aprile 1162 deceduto)
- Pons d'Arce † (aprile 1162 - 1181 deposto)
- Bernard Gaucelin † (1182 - 8 aprile 1191 deceduto)
- Berenguer di Barcellona † (22 luglio 1191 - 11 agosto 1211 deceduto)
- Arnaud Amaury, O.Cist. † (12 marzo 1212 - 29 settembre 1225 deceduto)
- Pierre Amiel † (prima di marzo 1226 - 20 maggio 1245 deceduto)
- Guillaume de Broue † (28 maggio 1245 - 25 luglio 1257 deceduto)
- Jacques † (prima di agosto 1258 - ottobre 1259 deceduto)
- Guy Foulcois † (10 ottobre 1259 - 17 dicembre 1261 nominato cardinale vescovo di Sabina, poi eletto papa con il nome di Clemente IV)
- Maurin † (24 aprile 1263 - 24 luglio 1272 deceduto)
- Pierre de Montbrun † (ottobre 1272 - 3 giugno 1286 deceduto)
- Gilles Aycelin I de Montaigut † (25 novembre 1290 - 5 maggio 1311 nominato arcivescovo di Rouen)
- Bernard de Farges † (5 maggio 1311 - luglio 1341 deceduto)
- Gausbert du Val † (1º ottobre 1341 - 1º gennaio 1347 deceduto)
- Pierre de la Montre, O.S.B.Clun. † (10 gennaio 1347 - 27 agosto 1375 nominato arcivescovo di Rouen)
- Jean Roger † (27 agosto 1375 - settembre 1391 deceduto)
- François de Conzié † (19 settembre 1391 - 31 dicembre 1432 deceduto)
  - Francesco Condulmer † (1433 - 5 novembre 1436 dimesso) (amministratore apostolico)
- Jean d'Harcourt † (5 novembre 1436 - 10 dicembre 1451 nominato patriarca di Alessandria)
- Louis d'Harcourt † (10 dicembre 1451 - 18 gennaio 1460 nominato patriarca di Gerusalemme e vescovo di Bayeux)
- Antoine du Bec-Crespin † (18 gennaio 1460 - 15 ottobre 1472 deceduto)
- Renaud de Bourbon † (16 dicembre 1472 - 7 giugno 1482 deceduto)
  - Georges I d'Amboise † (18 giugno 1482 - 17 dicembre 1484 nominato vescovo di Montauban) (vescovo eletto)[11]
- François Hallé † (19 luglio 1482 - 23 febbraio 1492 deceduto)
- Georges I d'Amboise † (2 dicembre ? 1492[12] - 21 aprile 1494 nominato arcivescovo di Rouen)
- Pierre d'Abzac † (21 aprile 1494 - 23 maggio 1502 deceduto)
- François Guillaume de Castelnau-Clermont-Ludève † (22 giugno 1502 - 4 luglio 1507 nominato arcivescovo di Auch)
- Guillaume Briçonnet † (15 luglio 1507 - 14 dicembre 1514 deceduto)
- Giulio de' Medici † (14 febbraio 1515 - 19 novembre 1523 eletto papa con il nome di Clemente VII)
  - Giovanni di Lorena † (11 gennaio 1524 - 9 maggio 1550 deceduto) (amministratore apostolico)
  - Ippolito II d'Este † (27 giugno 1550 - 22 aprile 1551 dimesso) (amministratore apostolico)
  - François de Tournon † (22 aprile 1551 - 11 maggio 1551 dimesso) (amministratore apostolico)
  - Francesco Pisani † (11 maggio 1551 - 8 ottobre 1563 dimesso) (amministratore apostolico)
  - Ippolito II d'Este † (8 ottobre 1563 - 2 dicembre 1572 deceduto) (amministratore apostolico)
- Simon Vigor † (10 dicembre 1572 - 1º novembre 1575 deceduto)
  - Sede vacante (1575-1581)
- François de Joyeuse † (20 ottobre 1581 - 4 novembre 1588 nominato arcivescovo di Tolosa)
- Raymond Cavalésy, O.P. † (3 ottobre 1588 - 22 agosto 1594 deceduto)
  - Sede vacante (1594-1600)
- Louis de Vervins, O.P. † (17 luglio 1600 - 8 febbraio 1628 deceduto)
- Claude de Rebé † (8 febbraio 1628 succeduto - 17 marzo 1659 deceduto)
- François Fouquet † (17 marzo 1659 succeduto - 19 ottobre 1673 deceduto)
- Piero Bonsi † (12 marzo 1674 - 11 luglio 1703 deceduto)
- Charles Le Goux de La Berchère † (12 novembre 1703 - 2 giugno 1719 deceduto)
- René-François de Beauvau du Rivau † (28 maggio 1721 - 4 agosto 1739 deceduto)
- Jean-Louis de Berton de Crillon † (14 dicembre 1739 - 5 marzo 1751 deceduto)
- Charles-Antoine de la Roche-Aymon † (18 dicembre 1752 - 24 gennaio 1763 nominato arcivescovo di Reims)
- Arthur Richard Dillon † (21 marzo 1763 - 5 luglio 1806 deceduto)[13]
  - Sede soppressa

### Vescovi di Carcassonne
- Sant'Ilario ? † (seconda metà del VI secolo)
- Sergio † (menzionato nel 589)
- Solemnio † (menzionato nel 633)
- Silvestro † (menzionato nel 653)
- Beato Stefano † (menzionato nel 683)
- Iscipio o Ispicio † (prima del 788 o 791 - dopo il 798)
- Rogerio † (consacrato nell'800 circa)[14]
- Seniore † (menzionato nell'813)[15]
- Euro † (menzionato nell'860)
- Arnolfo † (dopo l'875 circa)[16]
- Villerano o Gislerano † (prima dell'883 - dopo l'897)
- San Guimerra † (prima del 906 - 13 febbraio circa 932 deceduto)
- Abbone † (menzionato nel 933)
- Gisando † (prima del 936 - dopo il 951)
- Francone † (prima del 965 - dopo il 977)
- Aimerico † (prima del 984 - dopo il 986)
- Adalberto † (prima del 1004 - dopo il 1020)
- Foulques † (menzionato nel 1028)
- Guifred † (prima del 1032 - 27 settembre 1053 deceduto[17])
- Pierre I ? † (menzionato nel 1054)[18]
- Arnauld † (menzionato nel 1056)
- Bernard † (prima del 1072 - dopo il 1076)
- Pierre Artaud † (prima di dicembre 1077 - dopo luglio 1083)
- Pierre II † (prima di maggio 1085 - 1º settembre 1101 deceduto)
- Guillaume Bernard † (prima del 1106 - 10 aprile 1008 deceduto)[19]
- Raimond I † (prima di novembre 1108 - dopo il 1110)
- Arnaud de Girone † (prima del 1113 - dopo maggio 1130)
- Raimond de Sorèze † (prima di giugno 1131 - 1º giugno 1141 deceduto)
- Pons de Tresmals † (1142 - 16 febbraio 1159 deceduto)
- Pons de Brugals † (prima di settembre 1159 - dopo il 1166)
- Othon † (circa 1170 - dopo il 1200)
- Bérenger † (circa 1201 - 1209 dimesso ?)
- Bernard-Raimond de Roquefort † (19 febbraio 1209 - 1211 dimesso)
- Guy de Vaux-de-Cernay, O.Cist. † (1211 - 21 marzo 1223 deceduto)
- Clarín † (prima del 1226 - 26 aprile 1248 deceduto)
- Guillaume Arnaud † (prima di agosto 1248 - 4 settembre 1255 deceduto)
- Guillaume Raoul † (prima del 24 ottobre 1255 - 1º ottobre 1264 deceduto)
- Bernard de Capendu † (prima di settembre 1265 - 18 gennaio 1278 deceduto)
- Gauthier Jean † (26 gennaio 1278 - 1280 ? deceduto)
  - Sede vacante (1280-1291)
- Pierre de la Chapelle Taillefer † (15 maggio 1291 - 25 ottobre 1298 nominato arcivescovo di Tolosa)
- Jean de Chevry † (20 ottobre 1298 - 13 giugno 1300 deceduto)
- Pierre de Roquefort † (17 settembre 1300 - 31 marzo 1322 deceduto)
- Guillaume de Flavacourt † (16 giugno 1322 - 26 agosto 1323 nominato arcivescovo di Auch)
- Pierre Rodier † (26 agosto 1323 - gennaio 1330 deceduto)
- Pierre de Jean † (3 gennaio 1330 - 17 marzo 1338 deceduto)
- Gancelin de Jean † (22 maggio 1338 - 1346 ? deceduto)
- Gilbert de Jean † (23 marzo 1347 - 1354 deceduto)
- Arnaud Aubert † (14 novembre 1354 - 18 gennaio 1357 nominato arcivescovo di Auch)
- Geoffroi de Vayrols † (18 gennaio 1357 - 10 marzo 1361 nominato arcivescovo di Tolosa)
- Étienne Aubert † (10 marzo 1361 - 17 settembre 1361 dimesso)
- Jean Fabri † (10 gennaio 1362 - 1370 deceduto)
- Hugues de La Jugie † (27 giugno 1371 - 13 luglio 1371 deceduto)
- Pierre de Saint-Martial † (12 dicembre 1371 - 19 settembre 1391 nominato arcivescovo di Tolosa)
  - Simon de Cramaud † (19 settembre 1391 - 2 luglio 1409 nominato arcivescovo di Reims) (amministratore apostolico)
- Pierre Aimeri † (2 luglio 1409 - circa 1412 deceduto)[20]
- Géraud du Puy † (19 aprile 1413 - 4 settembre 1420 deceduto)
- Geoffroi de Pompadour † (17 ottobre 1420 - 1445 dimesso)
- Jean d'Étampes † (29 ottobre 1445 - 25 gennaio 1456 deceduto)
  - Geoffroi de Basilhac † (3 febbraio 1456 - 1456 dimesso) (vescovo eletto)
- Jean du Chastel † (7 luglio 1456 - 15 settembre 1475 deceduto)
- Guichard d'Aubusson † (15 luglio 1476 - 24 novembre 1497 deceduto)
  - Juan López † (24 dicembre 1497 - 5 agosto 1501 deceduto) (amministratore apostolico)
  - Jacques Hurauld † (3 dicembre 1501 - ? dimesso) (vescovo eletto)
- Pierre d'Auxillon † (19 gennaio 1504 - 24 settembre 1512 deceduto)
- Martín de Saint-André † (7 ottobre 1513 - 2 marzo 1546 deceduto)
  - Carlo di Borbone-Vendôme † (9 marzo 1550 - 15 dicembre 1553 dimesso) (amministratore apostolico)
- François de Faucon † (15 dicembre 1553 - 22 settembre 1565 deceduto)
  - Carlo di Borbone-Vendôme † (4 ottobre 1565 - 1567 dimesso) (amministratore apostolico, per la seconda volta)
  - Vitellozzo Vitelli † (1567 - 19 novembre 1568 deceduto) (amministratore apostolico)
- Annibale Rucellai † (1º aprile 1569 - 28 gennaio 1601 deceduto)
- Christophe de L'Estang † (26 maggio 1603 - 11 agosto 1621 deceduto)
- Vitalis de L'Estang † (11 agosto 1621 succeduto - 28 settembre 1652 deceduto)
  - François de Servien † (27 maggio 1653 - 23 maggio 1655 dimesso) (vescovo eletto)[21]
- Louis de Nogaret de La Valette † (26 giugno 1656 - 8 settembre 1679 deceduto)
- Louis d'Anglure de Bourlemont † (15 luglio 1680 - 28 aprile 1681 nominato arcivescovo di Bordeaux)
- Louis-Joseph Adhémar de Monteil de Grignan † (22 settembre 1681 - 1º marzo 1722 deceduto)
- Louis Joseph de Châteauneuf de Rochebonne † (1º marzo 1722 succeduto - 31 dicembre 1729 deceduto)
- Armand Bazin de Bezons † (18 dicembre 1730 - 11 maggio 1778 deceduto)
- Jean-Auguste de Chastenet de Puységur † (20 luglio 1778 - 15 settembre 1788 nominato arcivescovo di Bourges)
- François-Marie-Fortuné de Vintimille † (10 marzo 1788 nominato - 6 agosto 1822 deceduto)[22]
- Arnaud-Ferdinand de La Porte † (3 settembre 1802 - 19 settembre 1824 deceduto)
- Joseph-Julien de Saint-Rome-Gualy † (21 marzo 1825 - 6 ottobre 1847 deceduto)
- Henri-Marie-Gaston Boisnormand de Bonnechose † (17 gennaio 1848 - 23 marzo 1855 nominato vescovo di Évreux)
- François-Alexandre Roullet de la Bouillerie † (23 marzo 1855 - 21 marzo 1873 nominato coadiutore di Bordeaux[23])
- François-Albert Leuillieux † (21 marzo 1873 - 13 maggio 1881 nominato arcivescovo di Chambéry)
- Paul-Félix-Arséne Billard † (13 maggio 1881 - 3 dicembre 1901 deceduto)
- Paul-Félix Beuvain de Beauséjour † (9 giugno 1902 - 5 aprile 1930 deceduto)
- Emmanuel Coste † (5 aprile 1930 succeduto - 28 luglio 1931 nominato arcivescovo di Aix)
- Jean-Joseph Pays † (16 agosto 1932 - 18 giugno 1951 deceduto)
- Pierre-Marie-Joseph Puech † (18 marzo 1952 - 25 agosto 1982 ritirato)
- Jacques Joseph Marie Despierre, Ist. del Prado (25 agosto 1982 - 28 giugno 2004 ritirato)
- Alain Émile Baptiste Planet (28 giugno 2004 - 31 marzo 2023 dimesso)
- Bruno Valentin, succeduto il 31 marzo 2023

## Statistiche
La diocesi nel 2021 su una popolazione di 378.365 persone contava 230.000 battezzati, corrispondenti al 60,8% del totale.
| anno | popolazione | popolazione | popolazione | presbiteri | presbiteri | presbiteri | presbiteri                | diaconi | religiosi | religiosi | parrocchie |
| anno | battezzati  | totale      | %           | numero     | secolari   | regolari   | battezzati per presbitero | diaconi | uomini    | donne     | parrocchie |
| ---- | ----------- | ----------- | ----------- | ---------- | ---------- | ---------- | ------------------------- | ------- | --------- | --------- | ---------- |
| 1950 | 250.000     | 268.889     | 93,0        | 327        | 304        | 23         | 764                       |         | 43        | 723       | 419        |
| 1959 | 250.000     | 268.889     | 93,0        | 292        | 274        | 18         | 856                       |         | 50        | 450       | 469        |
| 1969 | 209.000     | 278.323     | 75,1        | 257        | 235        | 22         | 813                       |         | 22        | 610       | 111        |
| 1980 | 210.700     | 273.000     | 77,2        | 214        | 195        | 19         | 984                       | 2       | 19        | 550       | 339        |
| 1990 | 212.000     | 282.000     | 75,2        | 176        | 158        | 18         | 1.204                     | 4       | 18        | 396       | 339        |
| 1999 | 241.000     | 306.000     | 78,8        | 138        | 120        | 18         | 1.746                     | 9       | 18        | 356       | 339        |
| 2000 | 243.800     | 309.600     | 78,7        | 113        | 112        | 1          | 2.157                     | 8       | 1         | 356       | 332        |
| 2002 | 180.000     | 309.952     | 58,1        | 139        | 112        | 27         | 1.294                     | 9       | 37        | 240       | 339        |
| 2003 | 180.000     | 309.952     | 58,1        | 126        | 99         | 27         | 1.428                     | 10      | 34        | 240       | 339        |
| 2004 | 180.000     | 309.952     | 58,1        | 126        | 99         | 27         | 1.428                     | 12      | 30        | 215       | 339        |
| 2006 | 181.000     | 311.800     | 58,1        | 117        | 96         | 21         | 1.547                     | 11      | 22        | 215       | 339        |
| 2016 | 267.000     | 374.868     | 71,2        | 100        | 60         | 40         | 2.670                     | 10      | 62        | 180       | 325        |
| 2019 | 237.000     | 368.011     | 64,4        | 94         | 54         | 40         | 2.521                     | 10      | 68        | 138       | 325        |
| 2021 | 230.000     | 378.365     | 60,8        | 98         | 53         | 45         | 2.346                     | 9       | 63        | 119       | 325        |

### Per la sede di Narbona
- (LA)  Denis de Sainte-Marthe, Gallia christiana, vol. VI, Parigi, 1739, coll. 1-222
- (FR)  Histoire générale de Languedoc, di Claude Devic e Joseph Vaissète, Tomo IV, Toulouse, Ed. Privat, 1872, prima parte, pp. 242–260
- (FR)  Louis Duchesne, Fastes épiscopaux de l'ancienne Gaule, vol. I, Paris, 1907, pp. 300–306
- (LA)  Pius Bonifacius Gams, Series episcoporum Ecclesiae Catholicae, Leipzig, 1931, pp. 582–584
- (LA)  Konrad Eubel, Hierarchia Catholica Medii Aevi, vol. 1, p. 356; vol. 2, p. 199; vol. 3, p. 253; vol. 4, p. 252; vol. 5, p. 280; vol. 6, p. 301
- (LA)  Bolla Qui Christi Domini, in Bullarii romani continuatio, Tomo XI, Romae, 1845, pp. 245–249
- (LA)  Bolla Paternae charitatis, in Bullarii romani continuatio, Tomo XV, Romae, 1853, pp. 577–585